# Notre-Dame-de-Cenilly
Notre-Dame-de-Cenilly é uma comuna francesa na região administrativa da Normandia, no departamento Mancha. Estende-se por uma área de 25,38 km². Em 2010 a comuna tinha 643 habitantes (densidade: 25,3 hab./km²).